# Risholmen (vid Strömslandet, Lovisa)
Risholmen är en ö i Finland. Den ligger i Finska viken och i kommunen Lovisa i den ekonomiska regionen  Lovisa i landskapet Nyland, i den södra delen av landet. Ön ligger omkring 69 kilometer öster om Helsingfors.
Öns area är 5,7 hektar och dess största längd är 370 meter i nord-sydlig riktning. Närmaste större samhälle är Lovisa, 10,4 km norr om Risholmen.